# 陳昌言 (崇禎進士)
陳昌言（？—？），字禹前，號道庄，山西省澤州（今山西省晋城市）人，明末清初政治人物。

## 生平
崇祯三年（1630年）庚午科山西鄉試第三十三名舉人，七年（1634年），登甲戌科會試第八十二名，廷試三甲第五十六名進士，吏部觀政，本年六月授北直隶乐亭县知县，十二年行取，十四年选授浙江道御史，山東巡按。
清朝順治二年（1645年），授浙江道監察御史、蘇松學政。順治六年（1649年），改監試官。

## 家族
曾祖陈修；祖陈三乐；父陈经济，庠生。子陈元，順治己亥進士。